# 2222 Lermontov
2222 Lermontov è un asteroide della fascia principale del diametro medio di circa 25,29 km. Scoperto nel 1977, presenta un'orbita caratterizzata da un semiasse maggiore pari a 3,1138559 UA e da un'eccentricità di 0,1742819, inclinata di 2,58105° rispetto all'eclittica.
L'asteroide è dedicato al poeta russo Michail Jur'evič Lermontov.